# Rossomyrmex proformicarum
Rossomyrmex proformicarum es una especie de insecto de la familia Formicidae, subfamilia Formicinae.
Es parásita de la especie Proformica epinotalis. Es endémica del sur de Rusia (cuenca del Volga) y zonas adyacentes de Kazajistán.